# Miha Kremser
Miha Kremser, slovenski inženir kemije, * 26. julij 1946, Ljubljana, † 4. junij 1998, Ljubljana.
Kemijo je študiral na Fakulteti za naravoslovje in tehnologijo v Ljubljani in tam leta 1969 diplomiral ter 1974 doktoriral. Do leta 1973 je bil zaposlen v ljubljanski Plinarni, v letih 1975 do 1998 pa v farmacevtskem podjetju Lek v Ljubljani, sprva kot raziskovalec, nato kot vodja raziskovalne in razvojne dejavnosti, od 1994 pa je bil tudi član uprave podjetja. Od leta 1969 do 1978 je bil zunanji sodelavec ljubljanskega Kemijskega inštituta za kromatografijo, procesno tehniko in biokemijsko inženirstvo. V raziskovalnem delu se je največ ukvarjal z biotehnologijo ter sam ali v soavtorstvu objavil več deset   znanstvenih in strokovnih člankov. Leta 1980 je skupaj s sodelavci za izum Postopek za pripravo ergotamina in ergokriptina s submerzno fermentacijo prejel nagrado za iznajdbe in tehnične izboljšave, ki jih je podeljeval Sklad Borisa Kidriča.

## Izbrana bibliografija
- Uporaba metode statističnih momentov v plinski kromatografiji : disertacija (COBISS)
- Kemijska proizvodnja v Leku : predstavitev in razvojni koncept (COBISS)
- Sodobni biokemijski proizvodi in tehnologije. Razvoj novih biotehnoloških postopkov in proizvodov (COBISS)